# Riguepeu
Riguepeu – miejscowość i gmina we Francji, w regionie Oksytania, w departamencie Gers.
Według danych na rok 1990 gminę zamieszkiwało 228 osób, a gęstość zaludnienia wynosiła 11 osób/km² (wśród 3020 gmin regionu Midi-Pireneje Riguepeu plasuje się na 835. miejscu pod względem liczby ludności, natomiast pod względem powierzchni na miejscu 536.).